# 鉴江
鉴江，又稱淦江，古称“茂名水”，是中國广东省的五大干流之一，为粵西地區第一大河，以“澄澈如鉴”得名。鉴江发源于信宜北面的云开大山南麓庄垌村的虎豹坑（一说樟埇坑），流经高州、化州，在吴川汇入南海，全长232公里，干流自北向南，途中有多条支流汇入，构成树枝状水系，流域面积达9464平方公里，全流域多年平均年径流量89.4亿立方米（其中广东境内84.77亿立方米）。鉴江是茂名、湛江兩市的重要供水水源，信宜、化州、高州、吳川四市市區都是沿鉴江而設。

## 干流概況

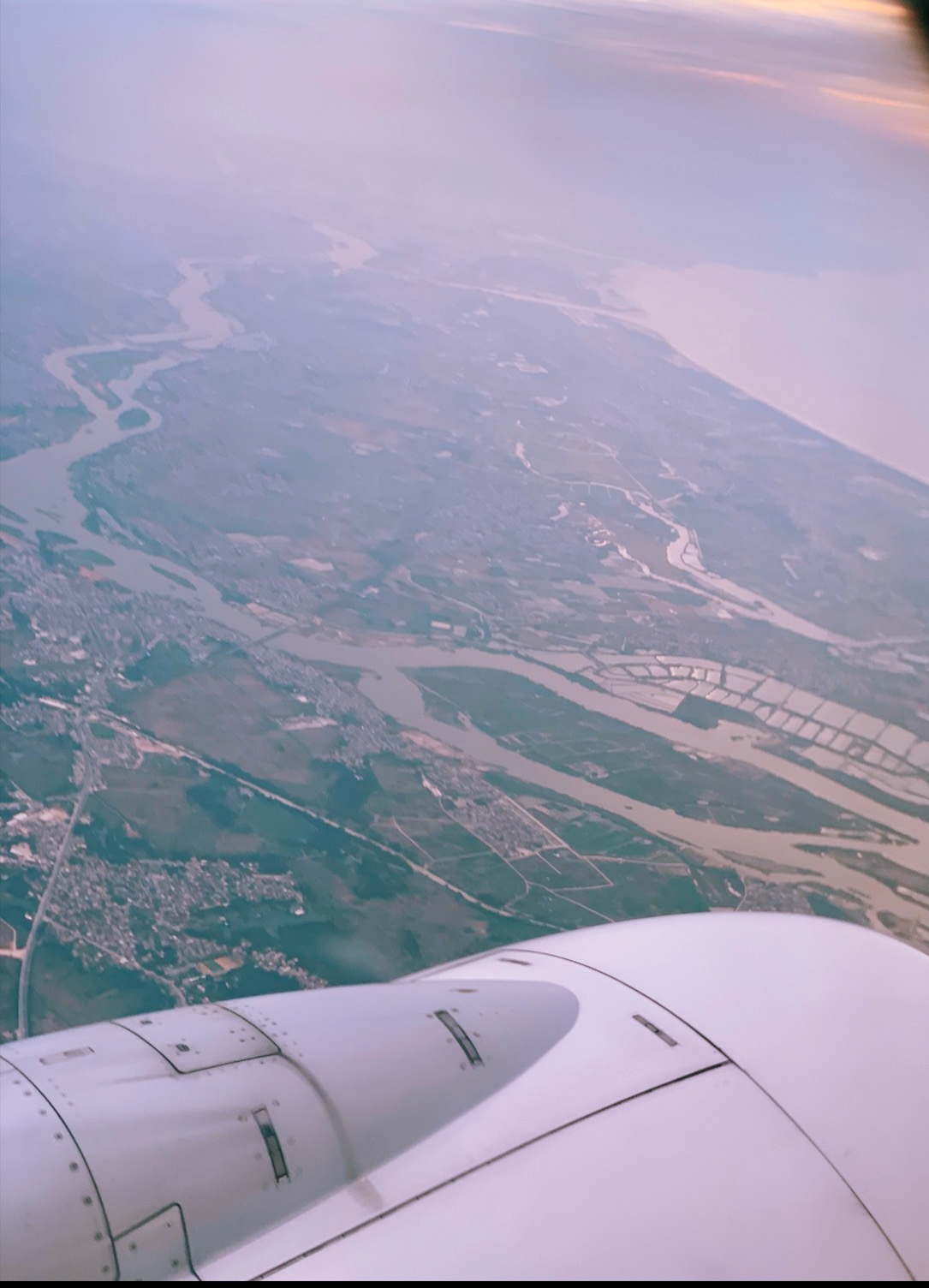
飞机上拍摄的鉴江三角洲

### 信宜段
鉴江的源头位于信宜東鎮街道庄垌村海拔400多米的虎豹坑（一说樟埇坑），山坳上的泉水溪流往下游汇合而成的东江河，正是鉴江上流的主干流。东江河的上游干流从虎豹坑流出，以逆时针方向沿东北-东南方向行进20多公里到达信宜池洞镇大坡村，此时溪流吸納數條支流，已经发育成宽度达二三十米的河床，初步具备了河流的规模。东江河自北向南经过信宜市区，往南約80公里後，源自自信宜西北金垌镇的西江河于镇隆镇汇入，兩河交匯后称窦江。

### 高州段
鉴江往南進入高州境內，途經潭頭鎮流至大井鎮与大井河汇合后，河道逐渐开阔，于南塘镇谷篢池岸有南塘河注入。到达曹江镇后，主要支流曹江汇入后称鉴江，折向西南到达高州市區後坡降开始收敛、河床变宽、流速放缓，上游冲积的泥沙在这里沉降形成沙洲。在沙田镇墟有沙田河注入，转向南行，入镇江镇、石鼓镇后出高州境。

### 化州段
鉴江自高州继续南下50多公里到达化州境內。流經化州市區時，鉴江最大的一级支流罗江在此汇入鉴江。从这里开始河流坡降进一步减小，河流侵蚀从纵向过渡为横向，河面继续变宽。

### 吴川段
鉴江向南行进20多公里在南巢村进入吴川境内。到达中下游的鉴江变得很开阔，部分江面在汛期宽度甚至达到一千米。袂花江与梅江在吳川市區梅菉街道附近汇入鉴江。鉴江到达梅菉后，已经有数条支流注入，水流量巨大，部分水流經塘尾街道於1960年代修建的塘尾分洪河提前出海，剩下水流从黄坡直至吳陽鎮沙角旋入海口匯入南海。

## 主要支流

### 一级支流
- 罗江：鉴江最大的一级支流，全长143公里。
- 袂花江：鉴江第二大一级支流，干流全长112公里。
- 曹江：又称石骨河，全长100公里，全河流经高州马贵、大坡、石龙、长坡、曹江等镇。发源于高州马贵镇尖峰岭，诸源汇合于厚元墟，南行，称厚元河。经马贵墟，往南迂回山谷，至大坡镇称马贵河。大坡镇以下至长坡镇石骨段称朋情河，石骨以下至曹江镇称曹江（河）。至长坡镇旺利纳入云炉河。再西南行，至曹江镇帅堂墟与新垌河汇合，河面渐宽，从帅堂再往西南行5公里，于南塘镇六罗合叉口汇入窦江，汇合处以下称鉴江。
- 大井河：全长68公里。一源出自高州马贵镇棉被顶西侧林坪坳的西麓，另一源出自棉被顶东南山麓深镇镇仙人洞，西南行约3公里后称深镇河，流经深镇墟、大仁庙墟与古丁河汇合后，称黄塘河。沿途汇入大潮河，流经深镇、东岸、大井等地，在大井镇石咀与鉴江汇合。
- 小水河
- 北界河：又称西江河，全长49公里，起源于信宜金垌镇大人山，于镇隆镇汇入窦江。
- 沙田河：又称金银河，全长35公里，起源于高州荷塘镇马蹄岭，诸源流至宝光街道顿梭水口合流称都安河，经沙田镇大利、桃栏，过沙田墟，于沙田镇卢村江口合丫入鉴江。
- 南塘河：又称谷篢河，全长21.5公里，起源于高州石板镇甘帐石滩，与其他诸水源于石板公茄坳口汇合，出甘帐水库后向东南流，再与南塘镇仙坑水于架涧合流后出南塘墟，向东南流经中心坡、马落洞、柳村等地，至南塘谷篢池岸汇入窦江。
- 塘缀河

### 二级支流
- 小东江：是鉴江最大的二级支流，袂花江的最大支流，也是茂名茂南区最主要河流，纵贯茂名市区及茂南区六个镇，河长67公里，发源于高州谢鸡镇官庄岭下，经高州根子镇后经茂南区羊角镇、山阁镇，至新坡镇莲塘与泗水河汇合，穿茂名市区而过后至新坡镇合水有白沙河加入，在吴川瓦窑村汇入袂花江。
- 平定水：又称平定河，起源于广西北流柴头岭，向南流入广东化州文楼镇、平定镇，于化州合江镇注入罗江。
- 黄塘河：河长33公里，起源于高州马贵镇破竹坑，至洞尾田汇入大井河，因高州水库兴建，部分河段被良德库区淹没。
- 新垌河：河长24.6公里，发源于高州新垌镇大水岭，流经曹江镇帅堂墟，至长坡镇西坑汇入曹江（河）。
- 云炉河：河长24.5公里，发源于高州新垌镇三官顶，由高良、钢铁、坡仔三条小河汇集而成。三河汇合后再汇入窿尾水，流至云炉墟，至长坡镇再纳银坑、莲塘河水，经东河、木马，至长坡镇西坑右纳佛祖河，沿西南行，于长坡镇旺利汇入曹江（河）。

### 三级支流
- 清湖水
- 石湾河
- 中垌水

## 通航
在古代，由于陆路交通不便，鉴江及其主要支流是粤西地区的重要运输渠道。1960年代以前，在鉴江干流上游的信宜北界、池洞至镇隆，常年可通行竹筏，丰水期间，机动船可通达信宜市区，镇隆墟以下终年可通行木船。高州市区以下至吴川黄坡，河床较宽，水道较深，有机动船来往，运输货物及载客、载重可达20吨。鉴江干流及其可通航的一级支流大井河、曹江河、沙田河，1960年代初通航里程有197公里，年货运总量达130万吨。1960年代后由于鉴江上游水土流失加剧，河流输沙量逐年增加，河床淤积，加上各地在上下游大兴水利，拦河筑坝修蓄水库、船闸，通航受阻，到1970年代中期，鉴江通航只限于高州南塘镇旺罗村以下河段，1980年代后，高州至化州航线因化州江边村拦河坝船闸堵塞，只能分段通航，化州至吴川梅菉航线大部分时间仅能通8-10吨位木帆船，在枯水期（每年9月至次年4月）常因水竭而停航。至1990年代后期，鉴江基本上已失去通航功能。

## 管理
鉴江流域的管理机构为广东省粤西水资源管理局（广东省鉴江流域管理局），2022年2月22日在湛江市揭牌成立。
根据农业部通告，从2017年开始，鉴江干流实施禁渔期制度，每年3月1日0时至6月30日24时，除休闲渔业、娱乐性垂钓外，禁止所有捕捞作业。

## 主要水利工程

### 高州水库
1950年代为开发茂名油页岩、解决当地生活及工业用水的水源问题而建，在高州境内、鉴江上游的大井河上建良德水库，并以人工开挖渠连通曹江河上游的石骨水库，统称高州水库。

### 湛江鉴江供水枢纽工程
该工程是为解决湛江当地重化钢铁产业发展用水需求而兴建的大型跨流域调水工程，通过海底隧道穿越两个海湾出海口，把淡水从鉴江流域引入近40公里外的东海岛，输水管道起点为鉴江口闸坝北面的水泵站起，途经南三岛，至东海岛红星水库，全长44公里，总投资逾40亿人民币。2008年6月3日奠基，2013年3月26日建成通水。

### 书目
- 茂名市地方志编纂委员会.  第一版. 郑州: 生活·读书·新知三联书店. 1997. ISBN 7-108-01088-7. OCLC 46859198.
- 张廷玉;  et al. . 北京: 中华书局. 1974. CSBN 11018·626.